# Pontiac Astre
Pontiac Astre – samochód osobowy klasy kompaktowej produkowany pod amerykańską marką Pontiac w latach 1972 – 1977.

## Historia i opis modelu

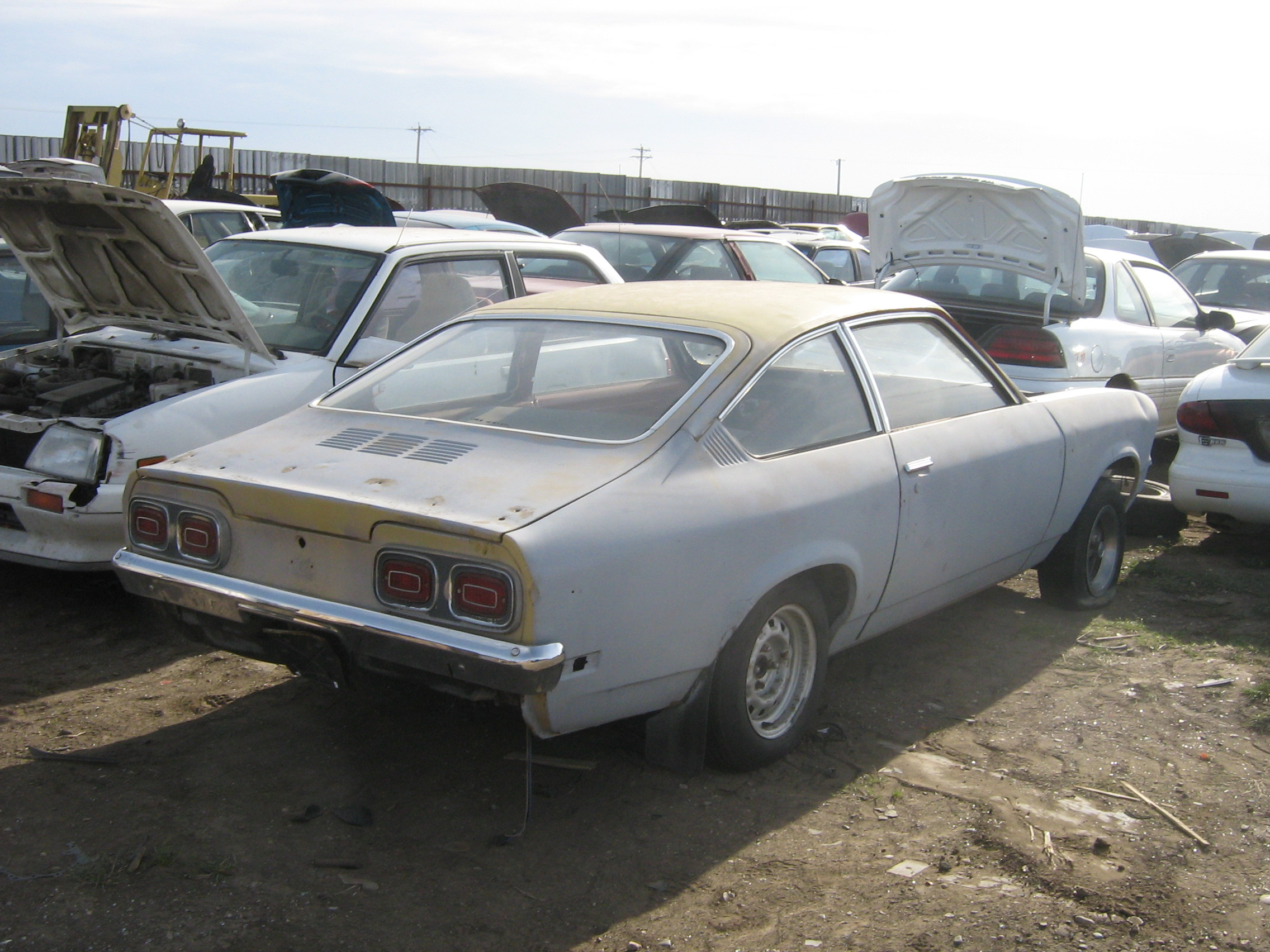
Pontiac Astre - tył

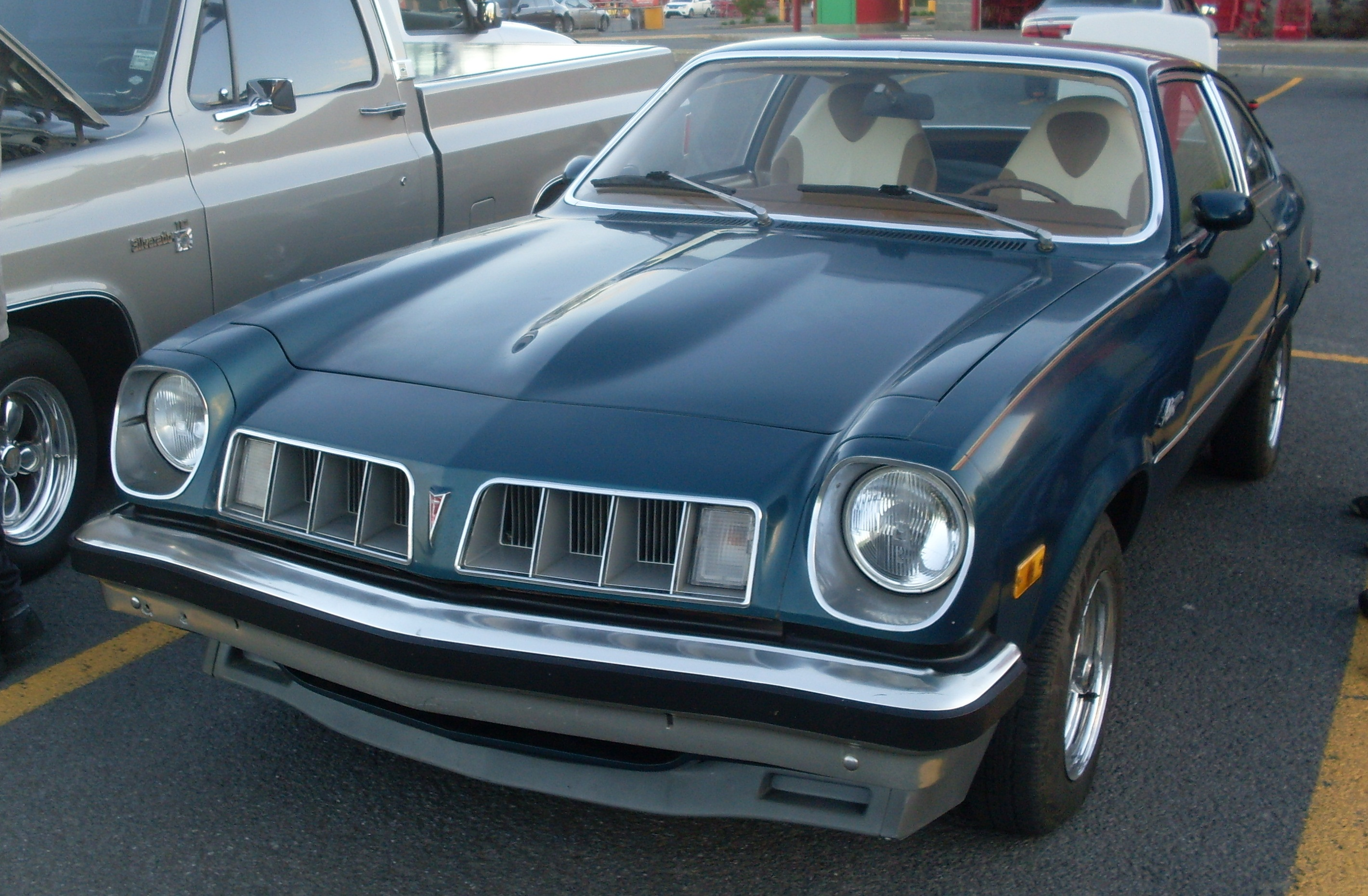
Pontiac Astre po liftingu

W 1972 Pontiac przedstawił nowy kompaktowy model opracowany wspólnie z Chevroletem w ramach koncernu General Motors.
Model Astre powstał jako pojazd dwudrzwiowy, oferowany w czterech wariantach nadwoziowych: jako fastback, coupé, kombi oraz dostawczy van nazywany lokalnie jako panel delivery.

### Lifting
W 1975 roku Pontiac Astre, podobnie jak bliźniaczy Chevrolet Vega, przeszedł obszerną modernizację. W jej ramach pojawił się nowy wygląd pasa przedniego, na czele z innym wzorem atrapy chłodnicy i zderzaka, a także innymi obudowami reflektorów.
Po trwającej 5 lat produkcji modelu Astre, w 1977 roku następcą został produkowany przez 2 lata równolegle nowy kompaktowy model Sunbird.

### Silniki
- L4 2.3l
- L4 2.5l